# Троицкий район (Ленинградская область)
Троицкий район — административно-территориальная единица в составе Ленинградской и Западной областей РСФСР, существовавшая в 1927—1930 годах.
Троицкий район в составе Великолукского округа Ленинградской области был образован в 1927 году. В район вошли следующие сельсвоеты: Гоголевский, Лебедевский, Локнянский, Немчиновский, Подберезинский, Симоновский.
В 1929 году Великолукский округ был передан в Западную область.
В 1930 году в результате ликвидации окружного деления Троицкий район перешёл в прямое подчинение Западной области. В том же году был переименован в Ловатский район.
В сентябре 1930 года Ловатский район был упразднён, а его территория разделена между Холмским (Симоновский и часть Подберезинского с/с) и Локнянским (остальная часть) районами.